# معاذ الحناوی
معاذ الحناوی (عربی: معاذ الحناوي؛ زادهٔ ۲۹ ژانویهٔ ۱۹۹۰) بازیکن فوتبال اهل مصر است.
از باشگاه‌هایی که در آن بازی کرده‌است می‌توان به باشگاه ورزشی الاهلی مصر، باشگاه فوتبال المصری، و باشگاه فوتبال مصر المقاصه اشاره کرد.
وی همچنین در تیم‌های ملی فوتبال زیر ۲۳ سال مصر و مصر بازی کرده‌است.